# ノックアウト (1914年の映画)
『ノックアウト』(The Knockout) は、1914年公開の短編サイレント映画。キーストン社による製作で、監督はチャールズ・アヴェリー。1971年に映画研究家ウノ・アスプランドが制定したチャールズ・チャップリンのフィルモグラフィーの整理システムに基づけば、チャップリンの映画出演17作目にあたる。
日本語表記の別名は『デブの選手』

## あらすじ
ボクサーのパグ（ロスコー・"ファッティ"・アーバックル）は周囲におだてられた末に、サイクロン・フリン（エドガー・ケネディ）との「勝者総取り」の試合に臨むこととなった。試合ではパグとフリンはレフェリー（チャップリン）にパンチを浴びせかけ、レフェリーはふらふらになりながらも仕事を務めた。やがてパグはなぜか二丁拳銃を手に入れ、アリーナ狭しとフリンを追い掛け回す。そこにキーストン・コップスの一団が現れ、パグを海の中までも追いかけて捕縛する。

## 背景・評価
『ノックアウト』はあくまでアーバックル扮するパグとケネディ扮するフリンが主人公であるが、公開の時点ではポスターのようにチャップリンの名前が強調されてチャップリン映画の一つとして売り出された。チャップリンの出演時間はおよそ2分程度であるが、客寄せの意味で出演したか手空きの俳優がいれば例外なく出演させるキーストン映画の流儀の一つのどちらかと考えられている。しかし、わずか2分程度の出演とはいえその演技には『チャップリンの拳闘』や『街の灯』のボクシングシーンに通じるものがあり、強烈なパンチを食らったあと、座り込んだ態勢のままロープを頼りに移動してテンカウントを数えるギャグについてチャップリンの伝記を著した映画史家のデイヴィッド・ロビンソンは、「ほかの部分とは水と油ほど違う」と評している。チャップリンの登場シーンは他のシーンと比較して優れているのでチャップリンが監督したのではないか、という説が過去にあったが、この説は現在では否定されている。アーバックルは、チャップリンの演技が目立つことによって自分の影が薄くなっても作品の出来がよくなるなら良しとしたという。
ノンフィクション作家で映画史家のテッド・オクダは、ミンタ・ダーフィ扮するパグの女友達が変装しながら試合を観戦するシーンについて「女性が男性優位のスポーツを見ることすらはばかられた時代を象徴するもの」とし、女子ボクサーが主題の『ガールファイト』（2000年）や『ミリオンダラー・ベイビー』（2004年）を見たことがある人が見れば、おそらく興味深く映るだろうと述べている。
本作は『ニュー・シネマ・パラダイス』でボクシングのシーンがアルフレッドの上映する映画という設定で使われている。また、熊切和嘉監督の『＃マンホール』でも、この映画が登場する。
クライマックスの屋敷でのシークエンスは、『醜女の深情け』のセットを流用している。

## キャスト
- ロスコー・アーバックル：パグ[8]
- ミンタ・ダーフィ：パグの女友達[8]
- エドガー・ケネディ：サイクロン・フリン[8]
- チャールズ・チャップリン：レフェリー[8]
- フランク・オッパーマン（英語版）：ボクシング興行師[8]
- アル・セント・ジョン（英語版）：パグのライバルのボクサー[8]
- ハンク・マン：ボクサー
- マック・スウェイン：金を賭けている男[8]
- マック・セネット：観客
- ルーブ・ミラー（フランス語版）：無作法な観客[8]

etc